# Куджоно
Куджоно (итал. Cuggiono) — коммуна в Италии, в провинции Милан области Ломбардия.
Население составляет 8138 человек (на 2012 г.), плотность населения составляет 581,29 чел./км². Занимает площадь 14 км². Почтовый индекс — 20012. Телефонный код — 02.
Покровителями коммуны почитаются Пресвятая Богородица, празднование в третье воскресение июля, и святой Георгий Победоносец.